# ناپدید شدن فرزندان سادر
ناپدید شدن کودکان سادر یا سودر (به انگلیسی: Sodder children disappearance) واقعه یا مجموع حوادثی است که منجر به ناپدید شدن پنج کودک از خانواده سادر در شرایطی عجیب و مرموز شد.
در شب کریسمس ۲۴ دسامبر سال ۱۹۴۵، یک آتش‌سوزی در خانه خانواده سادر در فییتویل، ویرجینیای غربی، باعث ویرانی محل سکونتشان شد که در آن زمان، جورج سادر، همسرش جنی، و نه فرزند از ده فرزندشان در آن ساکن بودند. در جریان آتش‌سوزی، جورج، جنی و چهار کودک از ۹ کودک موفق به فرار شدند. پنج کودک دیگر، یا اجساد آن‌ها هرگز پیدا نشد. خانواده سادر بازمانده تا پایان عمر باور داشتند که پنج کودک گم شده، زنده مانده‌اند یا حداقل در آن شب نمرده‌اند.
خانواده سادر هرگز خانه‌شان را بازسازی نکردند، در عوض محل را به باغی برای یادبود کودکان گمشده تبدیل کردند. در دهه ۱۹۵۰، از آنجایی که آنها شک داشتند که بچه‌ها مرده‌اند، بیلبوردی را در همان محل در امتداد مسیر 16(State Route 16) به همراه تصاویر آن پنج نفر نصب کرده و برای شخص دارای اطلاعاتی که به پرونده کمک کند جایزه ای در نظر گرفتند. بیلبورد تا مدت کوتاهی پس از مرگ جنی سادر در سال ۱۹۸۹ پابرجا ماند.
خانواده سادر برای تأیید و حمایت از باور خود مبنی بر زنده ماندن کودکان، به تعدادی از شرایط غیرعادی قبل و در حین آتش‌سوزی اشاره می‌کردند: جورج یافته‌های آتش‌نشانی فییتویل مبنی بر اینکه آتش‌سوزی با منشأ الکتریکی بوده را رد کرد و اشاره کرد که اخیراً خانه را سیم کشی و بازرسی کرده است. جورج و همسرش به آتش‌افروزی عمدی مشکوک بودند که منجر به نظریه‌هایی شد مبنی بر اینکه شاید به تلافی انتقاد صریح جورج از دولت فاشیست زادگاهش ایتالیا بچه‌ها توسط مافیای سیسیل ربوده شده‌اند.
تلاش‌های ایالتی و فدرال برای بررسی بیشتر این پرونده در اوایل دهه ۱۹۵۰ اطلاعات جدیدی به دست نیاورد. با این حال، خانواده بعداً تصویری احتمالی از یکی از پسران در بزرگسالی در دهه ۱۹۶۰ دریافت کردند. آخرین دختر آنها، سیلویا، به همراه نوه‌هایشان، در قرن بیست و یکم به اطلاع‌رسانی عمومی در خصوص این پرونده در رسانه‌ها و به صورت آنلاین در اینترنت ادامه دادند.

## پیشینه
جورج سادر در سال ۱۸۹۵ با نام جورجیو سودو (Giorgio Soddu) در تولا، ساردینیا، ایتالیا به دنیا آمد. او ۱۳ سال بعد با برادر بزرگتر خود به ایالات متحده مهاجرت کرد. جورج تا آخر عمرش، آنطور که او را می‌شناختند، زیاد دربارهٔ اینکه چرا وطنش را ترک کرده است صحبتی نکرده است.
سادر سرانجام در راه‌آهن پنسیلوانیا کاری پیدا کرده که شامل حمل آب و سایر لوازم برای کارگران راه‌آهن بود. پس از چند سال او کار دائمی‌تر را به عنوان راننده در اسمیدرینز، ویرجینیای غربی آغاز کرد. او سپس شرکت حمل و نقل خود را راه اندازی کرد، در ابتدا مصالح مخصوص ساخت‌وساز را به محل‌های ساخت و ساز می‌برد و بعداً زغال‌سنگ استخراج شده در منطقه را حمل می‌کرد. جنی چیپریانی (Jennie Cipriani)، دختر انباردار در اسمیترز که در کودکی خود نیز از ایتالیا مهاجرت کرده بود، در سال ۱۹۲۲ با جورج ازدواج کرد.
خانواده سادر در خارج از نزدیکی فییتویل، که دارای جمعیت زیادی از مهاجران ایتالیایی بود، در یک خانه نیمه چوبی مستقر شدند. آنها در سال ۱۹۲۳ صاحب اولین فرزند از ده فرزند خود شدند. تجارت جورج رونق گرفت و به قول یکی از مقامات محلی آنها به «یکی از محترم‌ترین خانواده‌های طبقه متوسط اطراف» تبدیل شدند. با این حال، جورج در مورد بسیاری از موضوعات نظرات مصرانه‌ای داشته و از بیان آنها ابایی نداشت و گاهی با بیان نظرات خود مردم را از خود می‌راند. به ویژه، مخالفت شدید او با دیکتاتور ایتالیایی بنیتو موسولینی منجر به مشاجرات قوی با دیگر اعضای جامعه مهاجر شده بود.

## آتش‌سوزی شب کریسمس
خانواده سادر در شب کریسمس سال ۱۹۴۵ جشن گرفتند. مِریِن (Marion با ۱۹ سال سن)، بزرگ‌ترین دختر خانواده که در یک فروشگاه در مرکز شهر فییتویل کار می‌کرد سه خواهر کوچکترش - مارتا (۱۲ساله)، جنی (۸ساله) و بتی (۵ساله) - را با اسباب‌بازی‌های جدیدی که به عنوان هدیه برای آن‌ها خریداری کرده بود شگفت زده کرد.بچه‌های کوچک‌تر آن‌قدر هیجان‌زده بودند که از مادرشان پرسیدند که آیا می‌توانند از ساعت خواب معمولشان بیشتر بیدار بمانند؟
در ساعت ۱۰ شب، مادر خانواده یعنی جنی به آنها گفت که می‌توانند کمی دیرتر بخوابند، تا زمانی که دو پسر بزرگتر که هنوز بیدار بودند، موریس ۱۴ ساله و برادر ۹ ساله اش لوئیس قبل از خواب خودشان، به یاد داشته باشند که گاوها را داخل محل نگهداریشان بگذارند و به جوجه‌ها غذا بدهند. جورج و دو پسر بزرگتر، جان (۲۲ ساله) و جورج جونیور (۱۶ ساله)، که روز را با پدرشان کار کرده بودند، قبلاً خواب بودند. پس از یادآوری کارهای باقی مانده به بچه‌ها، جنی، سیلویا (۲ ساله) را با خود به طبقه بالا برد و آنها با هم به رختخواب رفتند.
در ساعت ۰۰:۳۰ بامداد تلفن زنگ خورد، جنی از خواب بیدار شده و به طبقه پایین رفت تا به آن پاسخ دهد. جنی آن تماس را این‌طور توصیف کرد: تماس گیرنده، زنی با صدای نا‌آشنا بوده و از محل تماس وی صدای خنده و برخورد لیوان‌های شیشه‌ای شنیده می‌شد، شخص تماس‌گیرنده سراغ نامی را گرفته بود که آن هم برای جنی ناآشنا بود. جنی به تماس گیرنده گفت که با شماره اشتباهی تماس گرفته و بعداً «خنده عجیب» زن را به یاد آورد. تلفن را قطع کرد و در حال رفتن به رختخواب متوجه شد که چراغ‌ها هنوز روشن هستند و پرده‌ها کشیده نشده‌اند، دو موردی که بچه‌ها معمولاً وقتی دیرتر از والدینشان بیدار می‌مانند به آن توجه می‌کنند. مِریِن روی کاناپه اتاق نشیمن به خواب رفته بود، بنابراین جنی تصور کرد بچه‌های دیگری که بعداً بیدار مانده بودند، به اتاق زیر شیروانی که در آن خوابیده بودند، رفته بودند. پرده‌ها را بست، چراغ‌ها را خاموش کرد و به رختخواب برگشت.
ساعت ۱ بامداد، جنی دوباره با صدای برخورد شیئی به سقف خانه با صدای بلند و سپس صدای غلت زدن بیدار شد. بعد از اینکه چیزی نشنید دوباره به خواب رفت. بعد از نیم ساعت دیگر دوباره با بوی دود از خواب بیدار شد. وقتی دوباره بلند شد متوجه شد اتاقی که جورج برای دفترش استفاده می‌کرد، اطراف خط تلفن و جعبه فیوز آتش گرفته بود. جنی او را بیدار کرد و او نیز خود پسران بزرگترش را بیدار کرد.
هر دو والدین و چهار فرزندشان؛ ماریون، سیلویا، جان و جورج جونیور؛ از خانه فرار کردند. آنها دیوانه وار بر سر بچه‌های طبقه بالا فریاد زدند اما هیچ پاسخی نشنیدند. آن‌ها نمی‌توانستند به آنجا بروند، زیرا پلکان شعله‌ور شده بود. جان در اولین مصاحبه پلیس خود پس از آتش‌سوزی گفت که به اتاق زیر شیروانی رفت تا به خواهر و برادرهایش که در آنجا خوابیده‌اند هشدار دهد، اگرچه بعداً داستان خود را تغییر داد و گفت که فقط آن‌ها را صدا زده است و ایشان را ندیده است.
تلاش برای یافتن کمک و نجات کودکان به‌طور غیرمنتظره‌ای پیچیده شد. تلفن کار نمی‌کرد، بنابراین ماریون به خانه همسایه دوید تا با آتش‌نشانی تماس بگیرد. راننده ای در جاده مجاور نیز شعله‌های آتش را دیده بود و از میخانه ای نزدیک برای کمک تماس گرفت اما او نیز ناموفق بود به این دلیل که نتوانستند با اپراتور ارتباط برقرار کند یا به این دلیل که تلفن آنجا نیز خراب بود. همسایه یا راننده عبوری در نهایت موفق شدند از طریق تلفن دیگری در مرکز شهر با آتش‌نشانی تماس داشته باشند.
جورج، پابرهنه، سعی کرد از دیوار بیرونی خانه بالا برود و پنجره ای را شکست و بازوی خود را در این اقدام بُرید. او و پسرانش قصد داشتند از نردبانی به سمت اتاق زیر شیروانی برای نجات سایر کودکان استفاده کنند، اما این نردبان در محل معمول خود قرار نداشت و در نزدیکی خانه نیز پیدا نشد. یک بشکه آب که می‌توانست برای خاموش کردن آتش استفاده شود به صورت جامد یخ زده بود. جورج سپس سعی کرد هر دو کامیونی را که در کارش استفاده می‌کرد تا خانه بکشد و از آنها برای بالا رفتن از پنجره اتاق زیر شیروانی استفاده کند، اما با وجود اینکه در روز قبل به خوبی کار کرده بودند، هیچ‌کدام روشن نمی‌شدند.
شش نفر خانواده سادر که فرار کرده بودند، ناامید، چاره ای جز تماشای سوختن و فروریختن خانه در ۴۵ دقیقه آینده نداشتند. آنها تصور می‌کردند که پنج کودک دیگر در آتش‌سوزی کشته شده‌اند. ایستگاه آتش‌نشانی که به دلیل جنگ، نیروی انسانی کم داشت و با تکیه بر تک تک آتش نشانان برای تماس با یکدیگر، تا صبح همان روز پاسخ نداد. رئیس اف جی موریس روز بعد گفت که واکنش و عملکرد آهسته تیم آتش‌نشانی به دلیل ناتوانی او در رانندگی ماشین آتش‌نشانی بوده و باید منتظر می‌ماند تا کسی که بتواند رانندگی کند، در دسترس باشد.
آتش نشانان، که یکی از آنها برادر جنی بود، نمی‌توانستند کاری انجام دهند جز اینکه از میان خاکسترهایی که در زیرزمین سادر باقی مانده بود نگاه کنند. تا ۱۰ صبح، با این که انتظار می‌رفت چون بچه‌های دیگر در خانه مانده و سوخته بودند باید بقایای آن‌ها پیدا می‌شد اما موریس به خانواده سادر گفت که آن‌ها هیچ استخوانی پیدا نکرده‌اند، بر اساس گزارش دیگری، آنها چند قطعه استخوان و اندام‌های داخلی پیدا کردند، اما ترجیح دادند به خانواده نگویند. همچنین توسط متخصصان آتش‌نشانی مدرن اشاره شده است که جستجوی آنها سرسری و بی دقت بوده است. با این وجود، موریس معتقد بود که پنج کودک نمرده‌اند چرا که دما به قدری نبوده است که بتواند تمام بدن و اجزای آن را کاملاً از بین برده باشد و حتی نشانه ای هم از محل آن نباشد.

## پس از واقعه
موریس به جورج گفت که محل را دست‌نخورده ترک کند تا دفتر مارشال آتش‌نشانی ایالت بتواند تحقیقات دقیق تری را انجام دهد. با این حال، پس از چهار روز، جورج و همسرش دیگر نتوانستند این منظره را تحمل کنند، بنابراین او با بولدوزر ۱٫۵ متر خاک یا نخاله را به قصد تبدیل آن محل به باغ یادبود کودکان گمشده ریخته و آن را هموار کرد. پزشکی قانونی محلی روز بعد تحقیقی را تشکیل داد که بر اساس آن آتش‌سوزی ناشی از «سیم کشی معیوب» بوده است. در میان اعضای هیئت منصفه فردی بود که جورج را تهدید کرده بود که خانه‌اش را می‌سوزاند و فرزندانش را به تلافی اظهارات ضد موسولینی «ویران می‌کنند».
گواهی فوت برای پنج کودک در ۳۰ دسامبر صادر شد. روزنامه محلی دچار تناقض شده و اظهار داشت که همه اجساد پیدا شده‌اند، اما بعداً در همان داستان گزارش داد که تنها بخشی از یک جسد پیدا شده است. جورج و جنی به قدری غمگین بودند که نتوانستند در مراسم تشییع جنازه در ۲ ژانویه ۱۹۴۶ شرکت کنند. البته فرزندان بازمانده آنها در مراسم حضور داشتند.

## سوالات خانوادگی در مورد گزارش رسمی
اندکی بعد، زمانی که آنها شروع به بازسازی زندگی خود کردند، خانواده سادر شروع به زیر سؤال بردن تمام یافته‌های رسمی در مورد آتش‌سوزی کردند. برای آنها جای تعجب داشت که اگر حریق به دلیل مشکلی برق ایجاد شده بود، چرا چراغ‌های کریسمس خانواده در مراحل اولیه آتش‌سوزی روشن مانده بودند، در حالی که برق باید قطع می‌شد. و همچنین نردبانی را که در شب آتش‌سوزی از کنار خانه گم شده بود، در پایین یک خاکریز با فاصله ۲۳ متر دورتر از محل همیشگی آن پیدا کردند.
یک تعمیرکار تلفن به خانواده سادر گفت که خط تلفن خانه در آتش نسوخته بوده چرا که خانواده سادر در ابتدا این‌طور فکر می‌کردند، بلکه توسط کسی که قادر بوده از تیرک ۴٫۳ متری بالا برود و برای انجام این کار حدود ۶۰ سانتی‌متر دیگر نیز خود را کشیده و رسانیده بریده شده است. مردی که همسایگان در حوالی زمان آتش‌سوزی در حال سرقت یک طناب و قرقره از ملکی در آن حوالی دیده بودند، شناسایی و دستگیر شد. او به دزدی اعتراف کرده و ادعا کرد که او کسی بود که خط تلفن را قطع کرده بود، اما فکر می‌کرد که این یک خط برق است نه خط تلفن، اما منکر هرگونه ارتباطی با آتش‌سوزی شد. با وجود چنین مظنون و اعتراف او، هیچ مدرکی مبنی بر شناسایی مظنون وجود ندارد، و اینکه چرا او می‌خواسته در حین دزدیدن طناب و قرقره، خطوط تأسیساتی را به خانه سادر قطع کند، هرگز توضیح داده نشده است. جنی در سال ۱۹۶۸ گفت که اگر او سیم برق را قطع می‌کرد، او و همسرش به همراه چهار فرزند دیگرشان هرگز نمی‌توانستند از خانه خارج شوند.
برخی از حساب‌ها نشان می‌دهند که تماس تلفنی با شماره اشتباه به خانه سادر نیز ممکن است به نحوی با آتش‌سوزی مرتبط باشد. با این حال، بازرسان بعداً زنی را که تماس گرفته بود پیدا کردند. او تأیید کرد که شماره‌گیری از طرف وی اشتباه بوده است.

## پیشرفت‌های بعدی

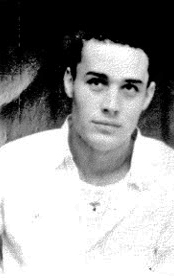
عکسی که در سال ۱۹۶۷ توسط خانواده دریافت شد، به عقیده آنها تصویر لوئی بالغ است

بعدها شواهدی نشان می‌داد که آتش‌سوزی از برق ناشی نشده است بلکه عمدی بوده است. راننده اتوبوسی که اواخر شب کریسمس از فییتویل عبور کرد، گفت که چند نفر را دیده است که «گلوله‌های آتش» را به خانه پرتاب می‌کردند. چند ماه بعد، وقتی برف ذوب شد، سیلویا یک جسم کوچک، سفت، توپ مانند لاستیکی به رنگ سبز را در علف‌های نزدیک آن جا پیدا کرد. جورج، با یادآوری روایت همسرش از صدای کوبیدن بلند پشت بام قبل از آتش‌سوزی، گفت که شبیه یک نارنجک دستی یا هر وسیله آتش‌زای دیگری است که در جنگ استفاده می‌شود. خانواده بعداً ادعا کردند که برخلاف نتیجه‌گیری مارشال آتش‌نشانی، آتش از پشت بام شروع شده است، اگرچه تا آن زمان هیچ راهی برای اثبات آن وجود نداشت.
شاهدان دیگر ادعا کردند که خود بچه‌های سادر گم شده را دیده‌اند. زنی که از جاده نظاره گر آتش‌سوزی بود، گفت که در حالی که خانه در حال سوختن بود، تعدادی از آنها را دیده است که از یک خودروی عبوری بیرون را نگاه می‌کردند. زن دیگری در حاشیه و محل توقف خودروها در کنار اتوبان بین فییتویل و چارلستون گفت که صبح روز بعد برای آنها صبحانه سرو کرده است و همچنین به وجود خودرویی با پلاک فلوریدا در پارکینگ همان‌جا اشاره کرد.
خانواده یک بازرس خصوصی به نام سی سی تینزلی را از شهر مجاور پل گاولی برای بررسی پرونده استخدام کرد. تینزلی به خانواده اطلاع داد که فروشنده بیمه که جورج را به خاطر احساسات ضد موسولینی تهدید کرده بود، در هیئت منصفه پزشکی قانونی حضور داشت و او آتش‌سوزی را تصادفی اعلام کرد. او همچنین از شایعاتی در اطراف فییتویل مطلع شد که علیرغم گزارش او به (خانواده) سادر مبنی بر اینکه هیچ بقایایی در خاکستر پیدا نشده است، موریس قلبی پیدا کرده است که بعداً آن را در یک جعبه فلزی بسته‌بندی کرده و مخفیانه دفن کرده است.
جورج همچنین تلاش کرد تا اداره تحقیقات فدرال (FBI) را به تحقیق در مورد آنچه که او یک آدم‌ربایی می‌دانست، جلب کند. جی. ادگار هوور، مدیر اف‌بی‌آی شخصاً به نامه‌های او پاسخ داد: «اگرچه می‌خواهم به شما کمک کنم، به نظر می‌رسد که موضوع مربوط به موضوع محلی است و در صلاحیت تحقیقاتی این اداره نیست.» او افزود که اگر مقامات محلی از اداره درخواست کمک می‌کردند، او البته مأموران را برای کمک اعزام می‌کرد، اما پلیس و ادارات آتش‌نشانی فییتویل از انجام این کار خودداری کردند.